# Медијско краљевство
Међани су били древни ирански народ који је живео на северозападном делу данашњег Ирана, и на територијама данашњих Курдистана, Хамадана, Техерана, Азербејџана, Исхафана и Занџана. Држава Међана била је на старогрчком позната као Медија или Медеа. Под асирском влашћу, Међани су називани Mādāyu. У ову регију су ушли са првим таласом иранских племена, крајем другог миленијума п. н. е. (крајем бронзаног доба).

После 6. века п. н. е. након што су заједно са Халдејцима поразили Новоасирско краљевство, Међани су створили сопствено царство, које се протезало од јужних обала Црног мора и провинције Аран (данашњег Азербејџана) до северне и средње Азије и Авганистана, а укључивало је многе вазалне државе, као нпр. Персијанце, који ће на крају и надвладати и апсорбовати Медијско у Ахеменидско царство.
Међанима се приписује оснивање првог иранског царства, највећег у то време, све док Кир Велики није успоставио уједињено иранско царство Међана и Персијанаца, често називано Ахеменидско или Староперсијско краљевство, тако што је победио свог деду и врховног владара, Астијага, шаха Медије.

## Порекло
Основно објашњење порекла Међана је да су они мигрирали из евроазијских степа на југ према планинама Загроса током другог миленијума п. н. е.
Међани се такође обично сматрају прецима данашњих Курда. Штавише, историчар Парпола је написао да су натписи Асираца, Урартианаца, Манаеанаца и других медијских суседа, ословљавају медијце као Кути, или Куту (и друге сличне варијације) као алтернативним именом. Неки научници сматрају овај назив као древну варијацију имена Курд древним семитским језицима. Међутим, ово директно порекло Курда од Међана није универзално прихваћено

## Медијско царство
У другој половини 7. века п. н. е., Међани су изборили независност и уједињени су од династије. За краљеве који су успоставили Међанско царство обично се сматрају Фраорт и његов син Кијаксар. Они су вероватно били вође номадског међанског племена у пустињи и на јужној обали Каспијског мора, Манда, које помиње и Саргон, и вероватно су основали главни град Екбатану. Каснији вавилонски краљ Набонид такође је означавао Међане и њихове краљеве са Манда. 
Према Херодоту, походима Кијаксара претходили су упади Скита и двадесетосмогодишња доминација (653-625. п. н. е.). Међанска племена су чини се одмах дошла у сукоб са државом западно од њих познатом као Мане, савезницом Асираца. Асирски записи говоре да су рани међански владари, који су дизали буне против Асираца у време Есархадона и Асурбанипала, били у савезништву са Ашгузима (Скити) и другим племенима - која су долазила са северних обала Црног мора и нападала Јеменију и Малу Азију; и Јеремија и Зефанија у Старом завету се слажу са Херодотом да велика варварска инвазија Сирије и Филистеје десила 626. п. н. е. Међани су коначно покорили и асимиловали државу Мане 616. п. н. е.
Кијаксар је, 612. године п. н. е. покорио Урарту, и у савезу са халдејским царем Набополасаром, успео да уништи асирску престоницу Ниниву; а до 606. п. н. е., преостале трагове асирске контроле. Од тада, међански краљ је владао већим делом Ирана, Асирије и северне Месопотамије, Јерменије и Кападокије. Његова моћ је била веома опасна за суседе, и, судећи по Старом завету, протерани Јевреји су очекивали да Међани униште Вавилон (Isaiah 13, 14m 21; Jerem. 1, 51.).
Када је Кијаксар напао Лидију, краљеви Киликије и Вавилона су интервенисали и договорили мир 585. п. н. е., при чему је река Халис установљен као граница Медије и Лидије. Вавилонски краљ Навукодоносор се оженио са Кијаксаровом ћерком, и равнотежа између великих царстава је трајала све до успона Персијанаца под Киром Великим.
Што се тиче унутрашње организације Међанског царства, познато је да су Грци прихватили многе церемонијалне елементе персијског двора, краљевску одећу, итд., преко Међана. 

### Медијски краљеви
- Дејок (староирански *Dahyu-ka) 727-675 B.C.[11]
- Фраорт (староирански *Fravarti) 674-653
- Мадиј (владавина Скита) 652-625
- Кијаксар (староирански *Uvaxštra) 624-585[12]
- Астијаг (староирански *Ršti-vêga) 589-549[12]

Модерна истраживања професора асириологије, Роберта Ролингера, су довела у питање Међанско царство и сферу његовог утицаја, сматрајући да нпр није контролисала срце Асирије.

## Медијски језик
Страбон, у својој „Географији“, помиње блискост међанског са другим иранским језицима:
Име Аријана се даље протеже на део Персије и Медије, као и до Бактријаца и Согдианаца на северу; јер ови говоре отприлике истим језиком, са малим варијацијама.— Географија, 15.8
Речи вероватно међанског порекла појављују се у другим иранским дијалектима, укључујући и староперсијски. Нпр., Херодот помиње реч Спака (пас), која се још увек може наћи у иранским језицима као што је Талиши. Друге речи за које се такође сматра да су медијског порекла укључују:
- Фарнах: Небеска слава,
- Паридајза: Рај,
- Вазрака: Велики,
- Виспа: Сви,
- Кшајатија: Царски.